# Flug 534 – Tod über den Wolken
Flug 534 – Tod über den Wolken (Originaltitel Rough Air: Danger on Flight 534) ist ein US-amerikanischer Katastrophenfernsehfilm aus dem Jahr 2001 von Jon Cassar. Als Hauptdarsteller werden Eric Roberts und Alexandra Paul geführt.

## Handlung
Der vom Dienst suspendierte Pilot Mike Hogan sitzt als Passagier in London fest. Dort wird er von seinem ehemaligen Arbeitgeber erkannt und darum gebeten, als Pilot ein Passagierflugzeug zu steuern.
Kapitän Jack Brooks ist mit die Zuteilung seines neuen Co-Piloten allerdings unzufrieden. Er hält von Hogan nicht viel und teilt diesem mit, dass der Platz neben ihm nur mit Hogan besetzt wurde, da kein anderer Erster Offizier verfügbar war. Der Transatlantikflug 534 startet mit einer Verspätung. Kapitän Brooks ist gewillt, die Verspätung aufzuholen, und fliegt daher gegen den Willen Hogans durch eine Schlechtwetterfront. Wie es kommen musste, reißt im Sturm eine der Frachtraumklappen ab. Durch die daraus resultierende Dekompression wird das Flugzeug gravierend beschädigt.
Wenig später verliert Brooks das Bewusstsein, daher muss Hogan nun das Kommando übernehmen. Er sieht die einzige Möglichkeit darin, das Flugzeug notzulanden. Er lokalisiert Island und entscheidet, dort notzulanden. Dabei holen ihn die Geister der Vergangenheit ein, war doch eine riskante Notlandung mit dem Ergebnis, dass sein Flugzeug zerstört wurde, einst der Grund für seine Beurlaubung. Rückhalt findet er in der Flugbegleiterin Katy Phillips. Die beiden teilen eine gemeinsame Vergangenheit. Ein weiterer Unterstützer ist der Verbrecher Ty Conner, der sich nach anfänglichen Schwierigkeiten als eine Hilfe erweist.

## Hintergrund
Die Dreharbeiten fanden in Toronto statt. Der Film erschien auch unter dem Titel Die Sturmfront – Katastrophe über den Wolken.

## Rezeption
„Stereotyper Katastrophenfilm mit lustlos agierenden Darstellern; bestenfalls mittelmäßige Unterhaltung.“

„Filmischer Tiefflie-ger vom Reißbrett.“

Actionfreunde befindet, dass Roberts seine Rolle als Piloten Hogan mit „viel Souveränität füllt“ und „für 90 Minuten als Pilot mehr als überzeugend“ sei. Stören würde, dass die weiteren Schauspieler teilweise zum Overacting neigen würden. Die CGI-Effekte werden als suboptimal noch schmeichelnd umschrieben. Insgesamt bekommt der Film 5 von 10 möglichen Punkten und final wird geurteilt, dass er ein „unterhaltsames Katastrophen-Szenario, das sich in flottem Tempo und ohne große Durchhänger von einem bekannten Versatzstück zum nächsten hangelt und in Eric Roberts einen höchst verlässlichen, spielfreudigen Hauptdarsteller hat“, bleibt. Weiter wird geschrieben, dass ein „Nervenzerrer ist so nicht entstanden, für ordentliche Sonntag-Nachmittag-Unterhaltung reicht es aber allemal.“
Im Audience Score, der Publikumsbewertung auf Rotten Tomatoes, erhielt der Film bei über 1000 Bewertungen Wertung von 31 %. In der Internet Movie Database hat der Film bei knapp 800 Stimmabgaben eine Wertung von 4,7 von 10,0 möglichen Sternen (Stand: 9. September 2022).